# Гримнисмал
„Гримнисмал“, „Песен за Гримнир“ или „Речите на Гримнир“ е една от митологичните поеми от Поетичната Еда. Съхранена е в ръкописа Codex Regius и AM 748 I 4to. Говорителят е Гримнир, един от многото маскировки на Один. Самото име загатва за маскировка, маска или качулка. По погрешка крал Гейрьот измъчва Один като Гримнир, след което Один го кара да падне върху собствения си меч.

## История
Один седял в Хлидскялф с жена си Фриг, гледайки световете. Погледът им попаднал върху крал Гейрьот, който е бил отгледан от Один, а по-големият му брат – от Фриг. Двамата богове се били маскирали като двойка селяци и научили децата на мъдрост и знание. Гейрьот се завърнал в кралството на баща си, където поел кралството след смъртта на баща си. Брат му живеел в пещера с великанка.
В Хлидскялф Один казва на Фриг, че Гейрьот е по-преуспял от брат си Агнар. Фриг отвърнала, че Гейрьот е толкова пестелив и негостоприемен, че би измъчвал гостите си, ако сметне, че са прекалено много. Один оспорил това и двойката се обзаложила. Фриг изпратила Фула при Гейрьот, която му казала, че магьосник ще се появи в кралския му двор и ще го омагьоса. Кралят се вслушал във фалшивото предупреждение. Наредил на стражите си да хванат магьосника. Один (като Гримнир), облечен в тъмносиньо наметало, не се противопоставил. Казал, че името му е Гримнир и не пожелал да каже нищо друго за себе си. Гейрьот го измъчвал като го поставил между два огъня за осем нощи. След това синът на Гейрьот, Агнар, кръстен на брата, отишъл при Гримнир и му дал рог, от който да пие и му казал, че баща му не е трябвало да го измъчва. Гримнир разкрил кой е всъщност и обещал на Агнар награда, задето му е дал да пие.
Гримнир тогава се обърнал към Гейрьот и му обещал нещастие. Осъзнавайки огромната си грешка, кралят станал бързо да изкара Один от огньовете, но паднал на меча си.